# Camerata Trajectina
Camerata Trajectina ('Utrechts Muziekgezelschap', opgericht in 1974) is een Nederlands muziekensemble. Het ensemble speelt Nederlandse muziek vanaf de Middeleeuwen tot en met de 17e eeuw en ligt mede aan de basis van het Festival Oude Muziek in Utrecht, het enige volwaardige festival voor oude muziek in Nederland. 
De programma's van het ensemble zijn veelal gebouwd rond thema's en personen uit de vaderlandse geschiedenis. Het ensemble werkte mee aan de Nationale Herdenkingen van de Unie van Utrecht (1979), Willem van Oranje (1984), Constantijn Huygens (1987), Dirck Volkertsz. Coornhert (1990), de Vrede van Münster (1998) en de Vereenigde Oostindische Compagnie (2002), daarnaast aan de herdenkingen van onder anderen Gerbrandt Adriaenszoon Bredero, Menno Simons, het Remonstrantse Genootschap en Gysbert Japix, en aan tentoonstellingen rond het thema Muziek en Schilderkunst (Hoogsteder 1995), Jan Steen (Rijksmuseum, Amsterdam 1996) en Frans Hals (Haarlem 2004). 
Voor specifieke projecten trekt het ensemble andere muzikanten of ensembles aan (Oltremontano, La Caccia, Brisk Recorder Quartet). Camerata Trajectina brengt zodoende een repertoire dat Nederlandse liederen omvat van Hadewijch tot Gerrit Komrij. Het ensemble werd van 1975 tot 2015 geleid door de musicoloog en luitspeler Louis Peter Grijp, verbonden aan het Meertens Instituut te Amsterdam en de Universiteit Utrecht. 
Het ensemble gaf honderden concerten in Nederland, Vlaanderen en elders in Europa, in de Verenigde Staten, Canada, Mexico, Indonesië en Ghana. Camerata Trajectina nam zes langspeelplaten en (anno 2023) meer dan 40 cd's met Nederlandse muziek op.
In 2014 vierde Camerata Trajectina haar 40-jarige bestaan met een jubileumboek van de hand van oude-muziekjournalist Jolande van der Klis, en een concert in de Geertekerk in Utrecht. Ook werden alle 930 gemaakte opnamen van deze 40 jaar aan de Nederlandse Liederenbank toegevoegd. In dat jaar werd ook de Visser Neerlandia-prijs aan hen toegekend.

## Cd's (selectie)
- 1992 - Pacxken van Minnen; middeleeuwse muziek uit de Nederlanden
- 1994 - Muziek uit de Muiderkring; liederen van en voor Maria Tesselschade
- 1995 - Cantiones Natalitiae; kerstliederen uit de tijd van Rubens
- 1996 - De muzikale wereld van Jan Steen; bij tentoonstelling Rijksmuseum Amsterdam
- 1997 - De Vrede van Munster; politieke muziek uit de Tachtigjarige Oorlog
- 1999 - Maastrichts Liedboek, 1554; polyfone Nederlandstalige liederen
- 2002 - Van Varen en Vechten; liederen van de Verenigde Oost-Indische Compagnie
- 2003 - Peeckelharing; muziek rond Frans Hals
- 2003 - De Kist van Pierlala; Straatliederen uit de liedblaadjesverzamelingen (18de-20de eeuw)
- 2004 - Het Antwerps Liedboek; Edison Klassiek 2006 in de categorie Middeleeuwen en Renaissance
- 2005 - Jacob Obrecht; met teksten van Gerrit Komrij
- 2007 - Theatermuziek uit de Gouden Eeuw
- 2008 - Jacob Cats
- 2009 - Calvijn in de Gouden Eeuw; psalmen en geestelijke liederen
- 2011 - De Zeven Zonden van Jeroen Bosch; met voordracht van Gerrit Komrij
- 2013 - De Vrede van Utrecht; muziek rond de Spaanse Successieoorlog
- 2015 - Dowland in Holland; Nederlandse liederen op Engelse wijzen (Gouden Eeuw)
- 2017 - Een nieuwe Liedt wy heven aen, Luther in de Nederlanden
- 2020 - Liedjes zonder woorden, jazz van de Gouden Eeuw
- 2021 - Treur Nederland!, rampliederen door de eeuwen heen
- 2022 - Revolutie!, de straat op voor een nieuwe natie